# Chim điên chân xanh

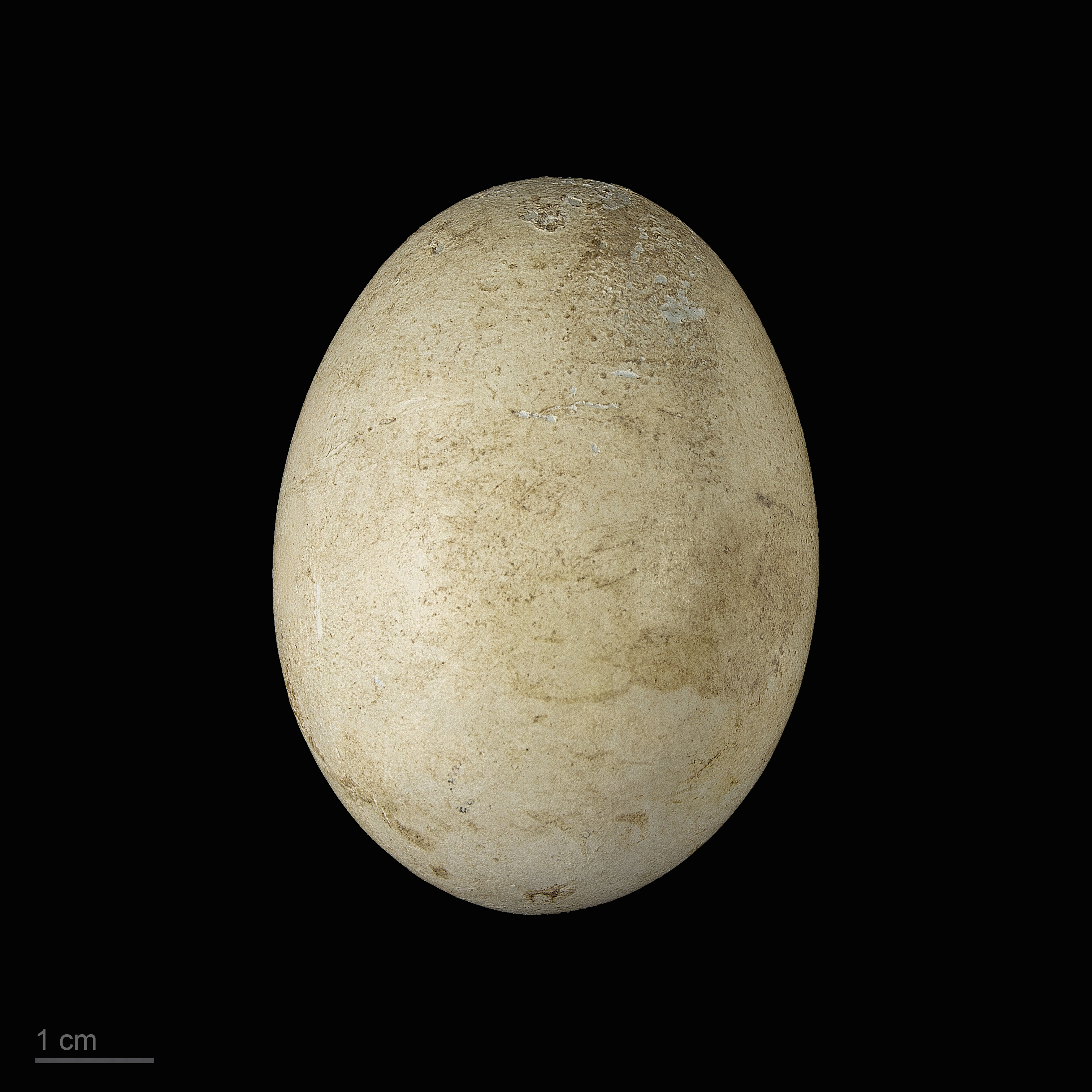
Sula nebouxii

Chim điên chân xanh (danh pháp hai phần: Sula nebouxii) là một loài chim trong họ Sulidae. Đây là loài bản địa các khu vực cận nhiệt đới và nhiệt đới ở phía đông Thái Bình Dương. Loài chim này có thể dễ dàng nhận ra bởi bàn chân màu xanh sáng đặc biệt, đó là một đặc điểm được lựa chọn tình dục. Con trống thể hiện đôi chân của mình trong một nghi thức giao phối phức tạp bằng cách nâng chúng lên xuống trong khi sải bước trước con cái. Con mái lớn hơn một chút so với con trống và có thể dài tới 90 cm với sải cánh dài tới 1,5 m.
Môi trường sinh sản tự nhiên của loài chim này là các hòn đảo nhiệt đới và cận nhiệt đới Thái Bình Dương. Chúng có thể được tìm thấy từ vịnh California dọc theo bờ biển phía tây của Trung và Nam Mỹ xuống Peru. Khoảng một nửa số cặp sinh sản làm tổ trên quần đảo Galápagos. Chế độ ăn của loài chim này chủ yếu bao gồm cá, mà chúng săn bắt bằng cách lặn và đôi khi bơi dưới nước để tìm kiếm con mồi. Loài này đôi khi săn một mình, nhưng thường săn theo nhóm. 